# Kálgánlu-tó
A Kálgánlu-tó (perzsául دریاچه قالغانلو) egy tó Iránban, Ardabil tartományban, a Kaszpi-tenger déli partja közelében, mintegy 1672 méteres tengerszint feletti magasságban. Hán Kandi település közelében, Germi városa mellett helyezkedik el. Ardabil tartomány legkisebb területű tava.

## Földrajz
A 3150 négyzetméteren elterülő és legmélyebb pontján 1,5 méter mély tavat a Hán Kandi-patak és a Gose-völgy felgyűlő vize táplálja. A tó teljes hossza 70 méter, míg szélessége 45 méter. A tó vízszintje hóolvadás idején megemelkedik. Nyaranta, a száraz évszak idején a tó méretét a párolgáson kívül az állattartók állatainak itatása és az öntözés miatt kinyert vízmennyiség is csökkenti. A tó vizében számos élőlény talál otthonra, különösen a hideg vizet kedvelő halfajok. A tó vízgyűjtő területe 0.051 km2.

## Fordítás
- Ez a szócikk részben vagy egészben  a   Qalghanlu Lake című angol Wikipédia-szócikk ezen változatának fordításán alapul.  Az eredeti cikk szerkesztőit annak laptörténete sorolja fel. Ez a jelzés csupán a megfogalmazás eredetét és a szerzői jogokat jelzi, nem szolgál a cikkben szereplő információk forrásmegjelöléseként.